# Calycopis bufonia
Calycopis bufonia är en fjärilsart som beskrevs av William Chapman Hewitson. Calycopis bufonia ingår i släktet Calycopis och familjen juvelvingar. Inga underarter finns listade i Catalogue of Life.